# 기키쓰촌
기키쓰촌(喜々津村)은 나가사키현 니시소노기군에 있던 촌이다. 

## 역사
- 1889년 4월 1일 - 정촌제 시행에 의해 니시소노기군 기키쓰촌이 성립하였다.
- 1898년 11월 27일 - 규슈철도 나가사키선 (후에 일본국유철도 나가사키 본선)이 개업하였다.
- 1955년 2월 11일 - 오쿠사촌, 이키리키촌과 합병해 다라미촌이 성립하여, 오쿠사촌은 지자체로서 소멸하였다

## 교통

### 철도
- 일본국유철도
  - 나가사키 본선

## 참고문헌
- 角川日本地名大辞典 42 長崎県
- 西彼杵郡現勢一班「大草村現勢概要」 1925年（国立国会図書館デジタルコレクション）